# Castillo de la Real Fuerza
Castillo de la Real Fuerza är ett slott i Kuba.   Det ligger i provinsen Havanna, i den västra delen av landet, i huvudstaden Havanna. Castillo de la Real Fuerza ligger 10 meter över havet.
Terrängen runt Castillo de la Real Fuerza är platt. Havet är nära Castillo de la Real Fuerza norrut. Runt Castillo de la Real Fuerza är det mycket tätbefolkat, med 1 266 invånare per kvadratkilometer. Närmaste större samhälle är Havanna, 3,5 km väster om Castillo de la Real Fuerza. Omgivningarna runt Castillo de la Real Fuerza är en mosaik av jordbruksmark och naturlig växtlighet.